# براق‌کننده نوری

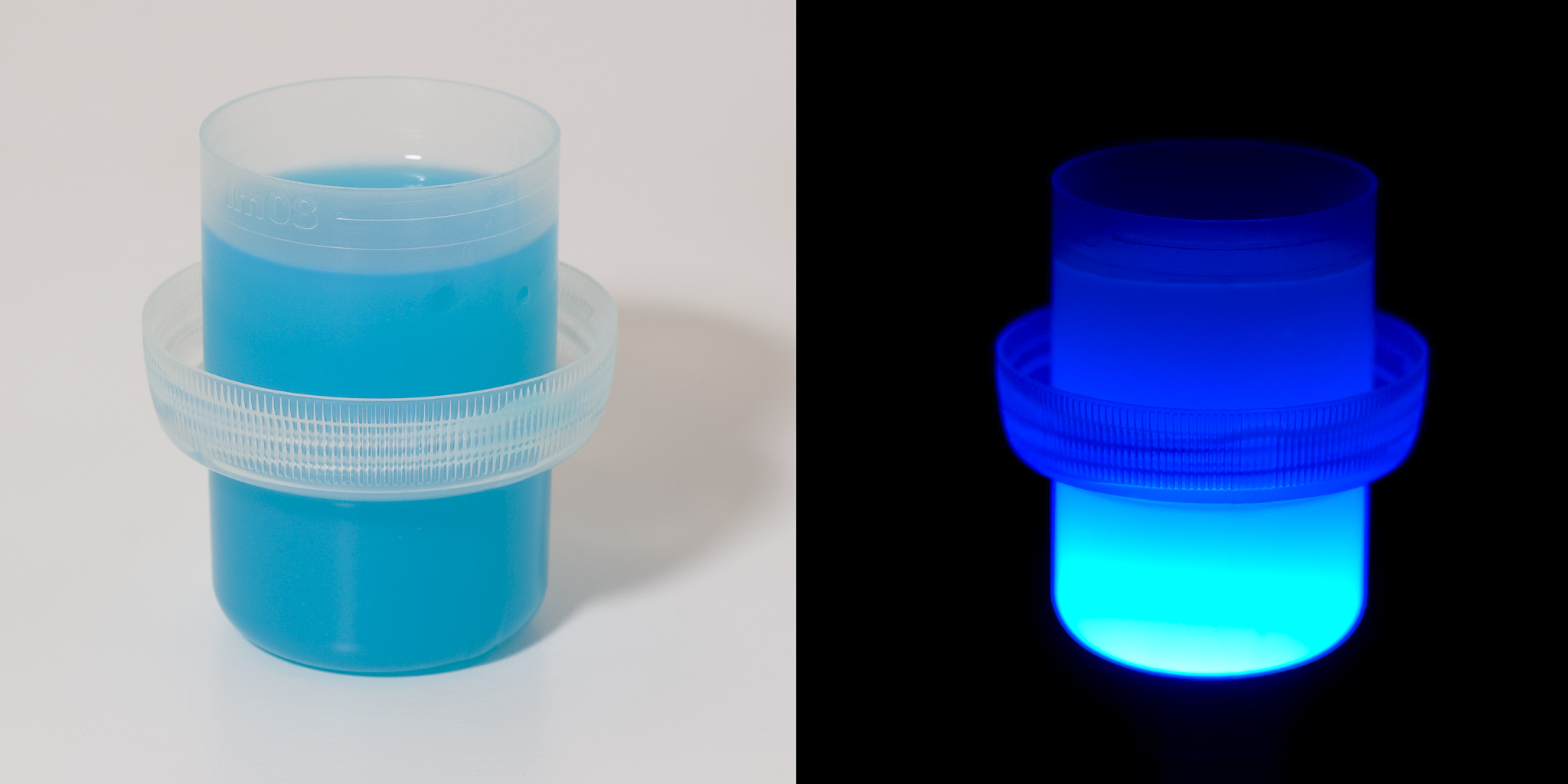
مواد شوینده لباسشویی در زیر نور فرابنفش، خاصیت فلورسنت از خود نشان می‌دهند.

براق‌کننده‌های نوری (OBAs)، عوامل براق‌کننده فلورسنت (FBAs)، یا عوامل سفیدکننده فلورسنت (FWAs)، ترکیبات شیمیایی هستند که تابش فرابنفش و نور در محدوده بنفش (معمولا ۳۴۰-۳۷۰ نانومتر) از طیف الکترومغناطیسی را جذب، و توسط پدیده فلورسانس، نور را در ناحیه آبی (معمولاً ۴۲۰-۴۷۰ نانومتر) مجدداً ساطع می‌کنند. این افزودنی‌ها اغلب برای بهبود ظاهرِ رنگ پارچه و کاغذ استفاده می‌شوند و باعث ایجاد اثر «سفید کنندگی» می‌شوند. این ترکیبات با جبران کمبود نور آبی و بنفش منعکس شده توسط مواد، به وسیله پدیده فلروسانس، موجب می‌شوند مواد ذاتاً کمتر زرد/نارنجی به نظر برسند.
مشتقات (E)-استیلبن از جمله ترکیبات مهم تجاری هستند که به عنوان براق‌کننده نوری استفاده می‌شوند.